# Папасидерис, Георгиос
Ге́оргиос Папасиде́рис (греч. Γέωργιος Παπασιδέρης; 1875, Афины — 1920) греческий легкоатлет и тяжелоатлет, бронзовый призёр летних Олимпийских игр 1896.
Сначала, 6 апреля, Папасидерис участвовал на играх в соревновании по метанию диска. Но он не занял призового места, разделив пятую позицию с ещё четырьмя спортсменами.
На следующий день, 7 апреля, он соревновался в толкании ядра, и, показав результат в 10,36 м, занял третье место. В тот же день Папасидерис участвовал в тяжелоатлетической дисциплине толчок двумя руками. Подняв вес в 90 кг, он занял четвёртое место, разделив его с немцем Карлом Шуманом, показавшим такой же результат.